# Helicina rostrata
Helicina rostrata é uma espécie de gastrópode  da família Helicinidae.
Pode ser encontrada nos seguintes países: Guatemala e Nicarágua.